# Longueville-sur-Aube
Longueville-sur-Aube é uma comuna francesa na região administrativa de Grande Leste, no departamento de Aube. Estende-se por uma área de 11,64 km². Em 2010 a comuna tinha 126 habitantes (densidade: 10,8 hab./km²).